# Nguyễn Văn Tồn (nhà Nguyễn)
Thống chế Điều bát Nguyễn Văn Tồn (Chữ Hán: 阮文存, 1763–1820) là một danh tướng và nhà khai hoang đầu thời nhà Nguyễn trong lịch sử Việt Nam. Ông là người có công lớn trong việc giúp Thoại Ngọc Hầu chỉ huy quân dân đào kênh Vĩnh Tế (Châu Đốc, An Giang) và giúp dân nhiều vùng trong tỉnh Vĩnh Long & Trà Vinh khai khẩn đất hoang, thành lập nhiều xóm làng.

## Thân thế và sự nghiệp

### Xuất thân
Nguyễn Văn Tồn nguyên gốc là người Khmer, có tên là Thạch Duồng, Thạch Duông hoặc Duyên (không có họ), sinh năm Quý Mùi (1763), tại làng Nguyệt Lãng, xã Bình Phú, huyện Càng Long, tỉnh Trà Vinh, dưới thời chúa Võ vương Nguyễn Phúc Khoát.
Thời trẻ, ông được sung vào hàng dịch đình nô (người giúp việc trong phủ chúa), hết lòng tận tụy trung thành nên được cho chuyển làm Cai đội, lập nhiều công lớn. Chúa Nguyễn Ánh ban cho ông tứ danh là Nguyễn Văn Tồn.

### Phò chúa Nguyễn Ánh
Năm Giáp Thìn (tháng 5 năm 1784), ông cùng một số tướng tá theo chúa Nguyễn Ánh chạy sang Vọng Các (Bangkok) tránh quân Tây Sơn.
Năm 1787, ông trở về theo Lê Văn Quân đánh Tây Sơn ở bảo Ba Lai. Khi chúa Nguyễn Ánh trở về nước liền sai Nguyễn Văn Tồn chiêu dụ thêm người Khmer ở xứ Trà Vinh và Mân Thít để làm lính, gọi là đồn Xiêm binh (sau đổi thành đồn Uy Viễn). Ông được giao quyền làm Nội thuộc Cai đội thống quản, đóng đồn tại Cầu Kè, Trà Ôn, tiến hành khai khẩn đất hoang để trồng trọt. Ông nhiều lần theo Lê Văn Quân và Võ Tánh, lập được nhiều chiến công trong việc đánh dẹp Thái bảo Tây Sơn Phạm Văn Tham.
Năm 1801, ông được lệnh theo Võ Tánh giữ thành Bình Định, bị quân Tây Sơn bắt, nhưng giả hàng rồi trốn thoát được, tìm cách về Nam, tiếp tục theo phò chúa Nguyễn dưới trướng Nguyễn Văn Thành.

### Khai hoang
Khi chúa Nguyễn Ánh lên ngôi, lấy hiệu là Gia Long (năm 1802), ông được thăng làm Cai cơ, Chưởng quản thủy quân doanh, đưa quân bản bộ về quê, trấn giữ đồn Uy Viễn (Trà Ôn) thuộc đạo Trấn Giang (Cần Thơ) kiêm quản xuất hai phủ là Trà Vinh và Mân Thít thuộc dinh Vĩnh Trấn (Long Hồ dinh), tiếp tục công việc mở đất, tạo lập xóm làng, giữ gìn an ninh ở biên giới Tây Nam.
Năm 1810, ông cùng Thoại Ngọc Hầu dẫn đại binh sang chiến đấu với quân Xiêm ở thành Longvek (Cao Mên). Thắng trận, ông được cử ở lại Nam Vang để giúp vua Cao Miên Ang Chan II (Nặc Chân). Năm Gia Long thứ 10 (1811), ông được triệu về kinh để nhận ban thưởng và được thăng hàm Thống chế, tước Dung Ngọc hầu.
Năm 1813, ông trở về nước, lại cai quản vùng Trà Ôn, Cầu Kè, Trà Vinh, tiếp tục chiêu dân vùng Trà Ôn, Mang Thít khai khẩn đất hoang, thành lập xóm làng.
Năm 1819, ông được triều đình bổ vào chức Điều bát nhung vụ, dẫn một đoàn dân binh Khmer khoảng 500 người, đến Châu Đốc để cùng với Thoại Ngọc Hầu, Tuyên Trung Hầu lo việc đào kinh Vĩnh Tế.
Do lao tâm, lao lực, mùng 4 tháng 1 năm Canh Thìn (tức 27 tháng 2 năm 1820), ông bị bệnh mất tại Trà Ôn (Vĩnh Long).
Tưởng thưởng công lao, năm 1828, vua Minh Mạng sắc phong ông là Trung đẳng thần, hàm ân Trung Dũng Thiên Trực, tước Dung Ngọc hầu. Vợ ông cũng được ban mỹ tự là Hiền Thục Chi Thần Thống Chế Đại Quan.
Chức danh Thống chế Điều bát của ông, hiện nay đã được dùng để đặt tên cho một con đường dài và rộng tại thị trấn Trà Ôn (Vĩnh Long).

## Khu đền mộ

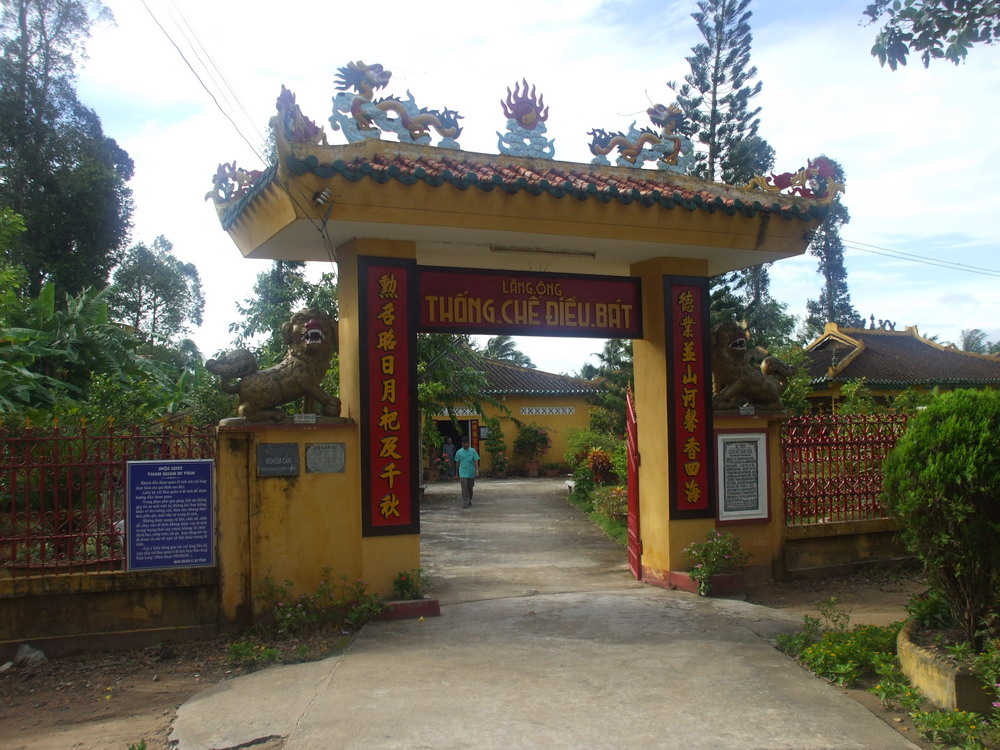
Lăng Thống Chế Điều Bát

Khu lăng Tiền quân Thống chế Điều bát rộng khoảng 8.000m2, hiện tọa lạc tại giồng Thanh Bạch thuộc ấp Mỹ Hòa, xã Thiện Mỹ, cách thị trấn Trà Ôn (Vĩnh Long) khoảng hai cây số.
Khu lăng được xây dựng năm Canh Thìn (Minh Mạng nguyên niên, 1820), gồm có hai phần chính là đền và mộ. Đền thờ gồm có: chánh điện (bên trong có tượng của ông, ảnh trên) võ ca và nhà khách. Phần mộ của ông bà nằm phía sau miếu thờ. Mộ (song táng) có lớp tường bao quanh, và cả hai đều được xây dựng bằng vật liệu chính là ô dước.
Theo Đại Nam chính biên liệt truyện, thì Nguyễn Văn Tồn có một người con tên Nguyễn Văn Vỵ, làm Vệ úy ở đồn Tịnh Biên (Châu Đốc). Sau, có người tố cáo Vỵ theo Lê Văn Khôi chống Nguyễn, nhưng vì Vỵ đã chết và vì nhà vua Minh Mạng nghĩ tình cha nên không truy cứu tội con.

Theo Đại Nam thực lục: Giáp Ngọ, năm Minh Mệnh thứ 15 [1834], ... Nguyễn Văn Vị, nguyên Phó quản đồn đồn Uy Viễn, đi theo quân triều đình đánh thành Phiên An. Nguyễn Văn Vị chế thuốc độc không hiệu quả nên bị phạt 80 trượng và điều về Vĩnh Long. Sau khi bình định được thành Phiên An:
Năm 1835 ... Quan tỉnh Vĩnh Long tâu nói : “Nguyên quản đồn Uy Viễn là Nguyễn Văn Vị, trước đây, lầm lạc đi với giặc, theo luật, bố đáng phải tội lây. Vậy sắc cáo trục mà bố hắn là Nguyễn Văn Tồn đã được, có nên thu lại và tiêu hủy đi không”. Vua nói : “Nguyễn Văn Tồn, lúc đầu trung hưng, theo đi đánh giặc, rõ ràng có nhiều công lao, con hắn hư hỏng thì con đó phải chịu cái lo vào mình, chứ không thể xóa nhòa công của Tồn và không thể tiêu huỷ cáo trục của Tồn được. Vậy nên giao cáo trục cho thân nhân giữ lấy”. (Vị trước nhận chức ngụy Đô quản lĩnh, sau đem quân Phiên, theo quan quân, vây giữ trường lũy ; khi bị người tố giác bị giải về Kinh, chết ở dọc đường. Thân thuộc của Vị, đến đây, cũng gia ơn rộng tha).
Tuy nhiên, con cháu ông Tồn không còn được triều đình dành cho nhiều đặc ân nữa. Ngay việc hương hỏa cho ông, nhà Nguyễn cũng phó mặc cho dân địa phương. Mãi đến đầu thế kỷ 20, người dân nơi đây nghĩ tới công đức của ông, nên đã tự quyên góp trùng tu khu đền mộ và thành lập hội Mỹ Thanh để lo việc trông nom và cúng tế.
Hàng năm, vào ngày mùng ba, mùng 4 tháng Giêng (âm lịch) là lễ giỗ ông, được tổ chức rất long trọng, quy tụ hàng ngàn người dân xa gần thuộc ba dân tộc: Kinh, Hoa và Khmer đến cúng bái.
Từ đó cho đến nay khu lăng được trùng tu nhiều lần và đã được Bộ Văn hóa-Thông tin xếp hạng di tích Lịch sử Văn hóa cấp Quốc gia vào ngày 26 tháng 3 năm 1996.

## Ngộ nhận

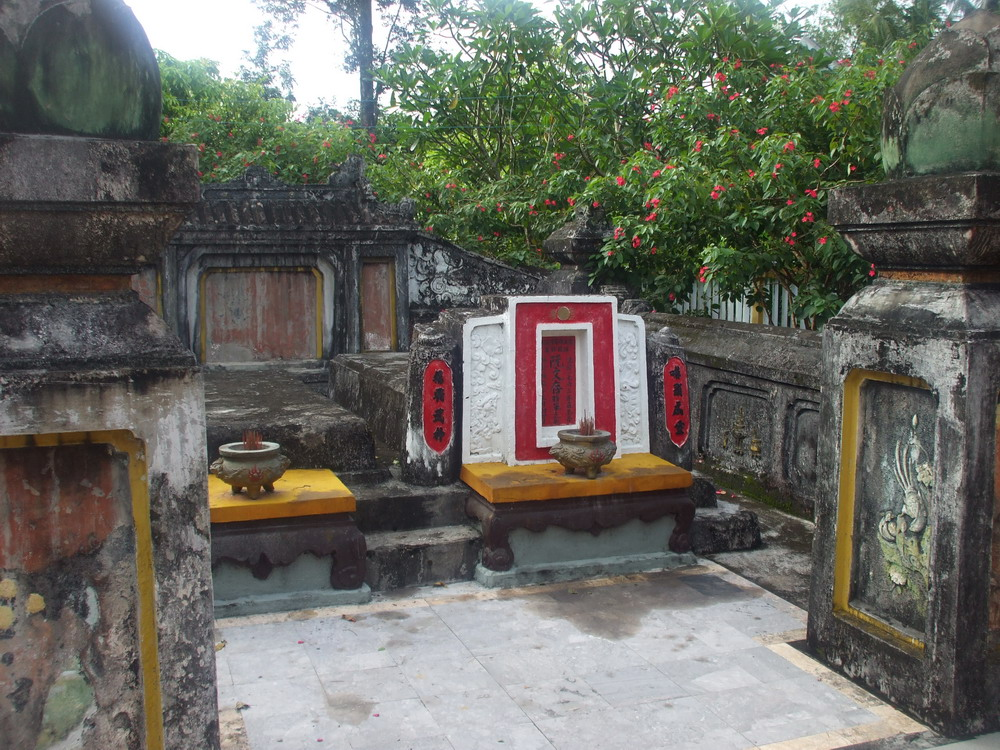
Mộ Nguyễn Văn Tồn (bên phải ảnh) và vợ

Trong sách Văn học dân gian đồng bằng sông Cửu Long do Khoa Ngữ văn Trường Đại học Cần Thơ tổ chức sưu tầm và biên soạn, ở truyện Sự tích đền ông Duôn có đoạn:
"ông Duôn (tức Thống Chế Điều Bát) là người "vốn chịu ơn sâu Tả quân Lê Văn Duyệt, nên khi vua Minh Mạng nhỏ nhen lấy thù cũ đối xử tệ bạc với vị công thần này thì ông Duôn vô cùng tức giận. Ông tìm đến Lê Văn Khôi xin đứng dưới cờ, nổi lên đánh tan tác quan quân nhà Nguyễn...Khi thành Gia Định bị vỡ, Minh Mạng bắt hơn ba ngàn người chém đầu. Ông Duôn thoát ra được và về quê hương ở Trà Ôn ẩn náu. Bọn quan lại địa phương biết ông là tử tội đang bị truy nã nhưng sợ oai ông nên nhắm mắt làm ngơ"...
Ở đây, dân gian nhớ chuyện của con (Nguyễn Văn Vỵ) lẫn lộn qua chuyện của cha. Bởi khi Lê Văn Khôi làm binh biến năm 1832, thì ông Duôn đã mất lâu rồi (1820). Đáng tiếc là sách biên khảo trên đã tái bản đến lần thứ hai, mà vẫn không có lời giải thích hay chú thích nào.